# 1916
1916 (MCMXVI) a fost un an bisect al calendarului gregorian, care a început într-o zi de sâmbătă.

## Evenimente

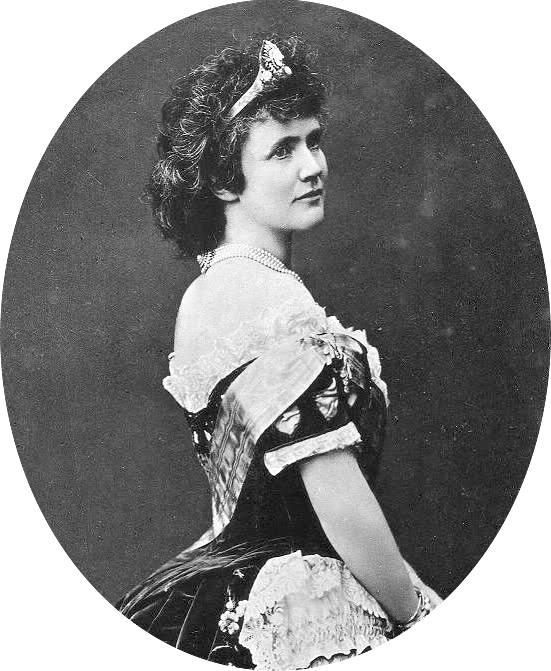
2 martie: Moare prima regină a României, Regina Elisabeta.

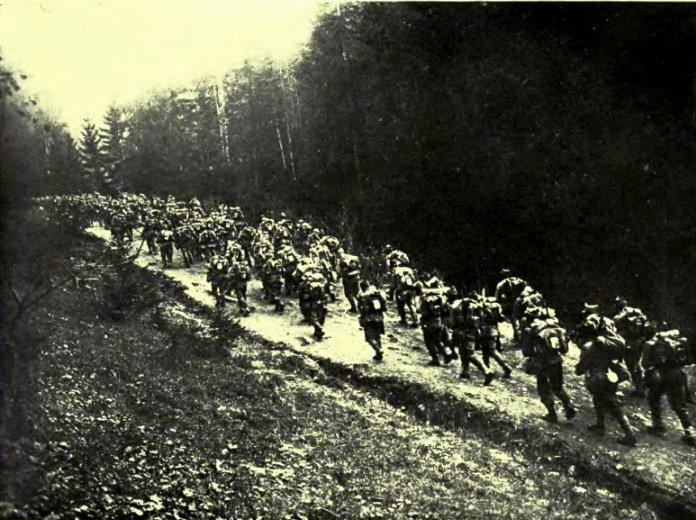
27 august: România declară război Austro-Ungariei.

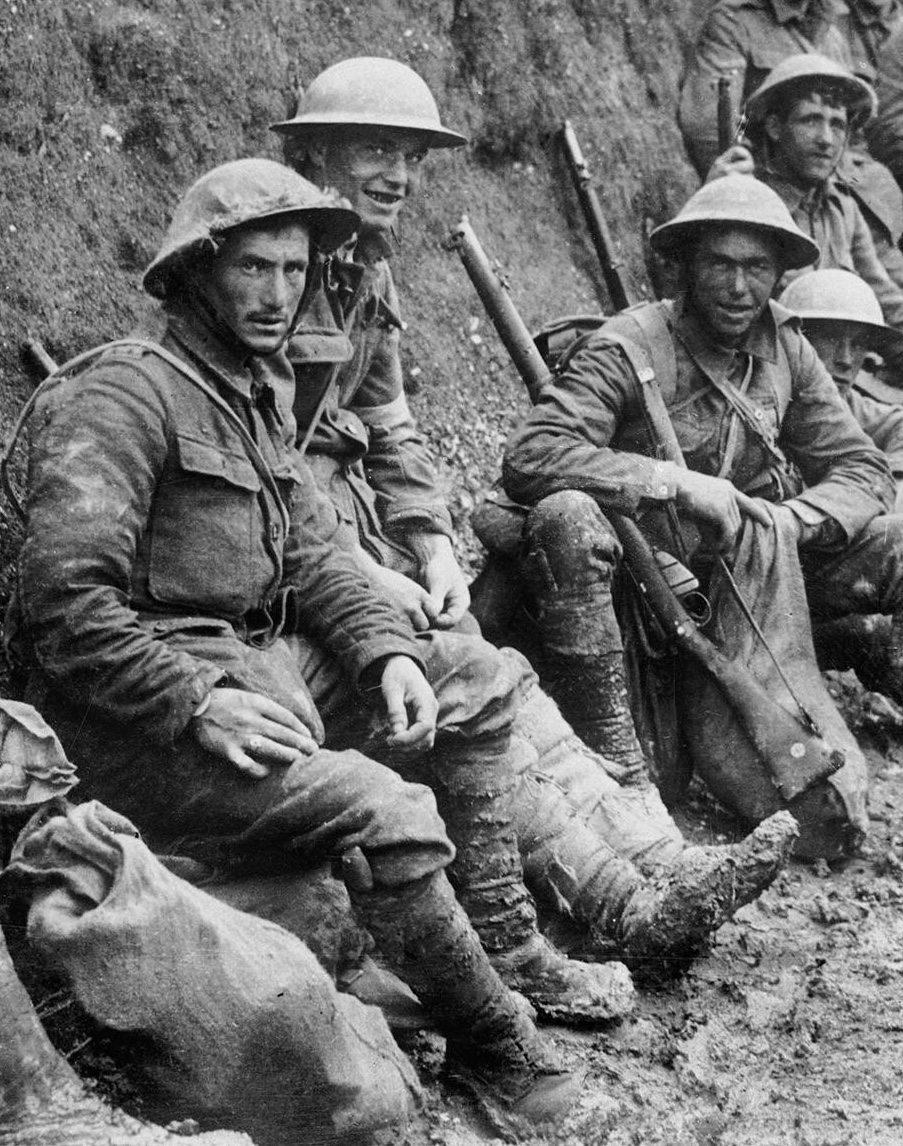
25 septembrie: Bătălia de pe Somme, cu peste 1 milion de soldați uciși.

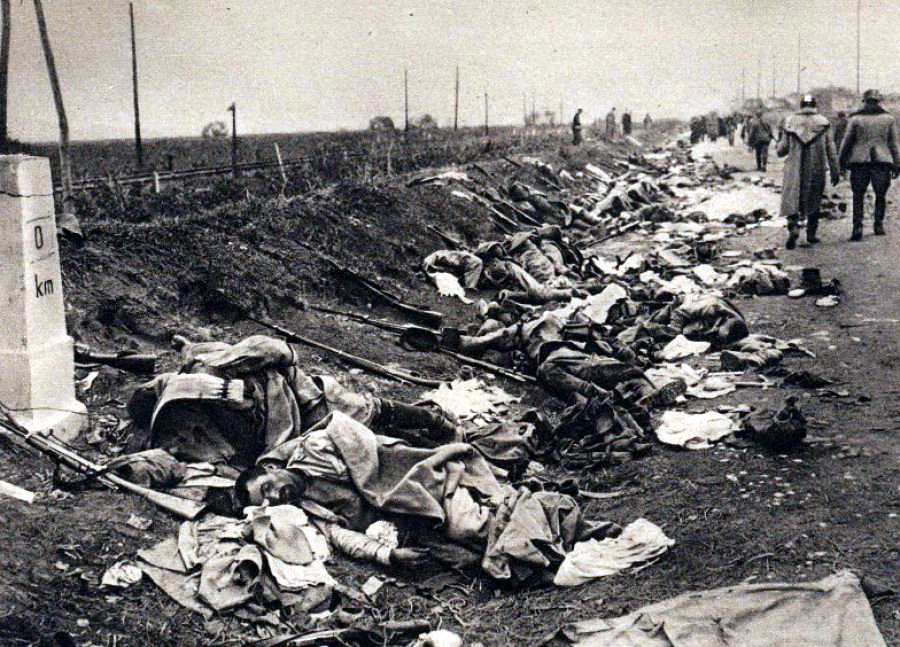
8 octombrie: Soldați români căzuți în „tranșeea morții” de la Bartolomeu.

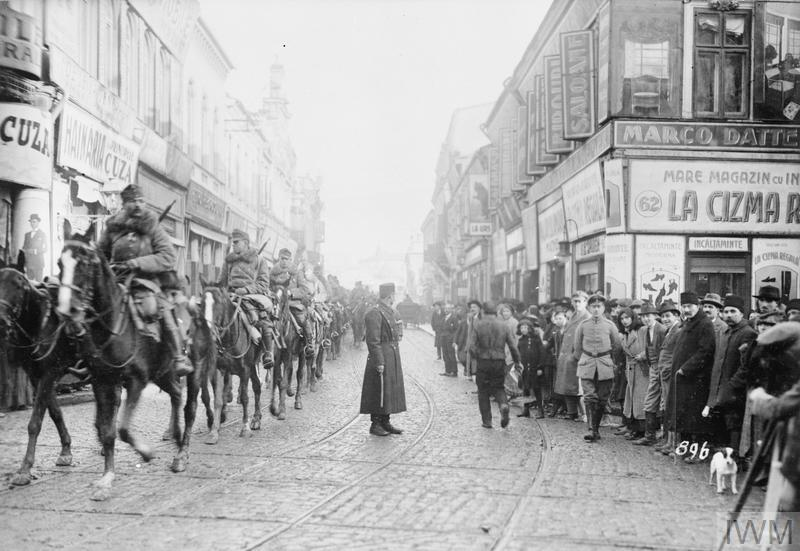
6 decembrie: Generalul Erich von Falkenhayn preia orașul București.

### Ianuarie
- 23-24 ianuarie: În SUA, Montana, temperatura a sărit de la +6,7 °C la -48,8 °C într-o singură zi, cea mai mare diferență de temperatură înregistrată într-o singură zi.
- 29 ianuarie: Primul Război Mondial. Parisul este bombardat pentru prima dată de zepelinele germane.

### Februarie
- 21 februarie-19 decembrie: Primul Război Mondial. A avut loc Bătălia de la Verdun, cea mai sângeroasă bătălie din acest război, soldată cu aproximativ 1 milion de victime. S-a încheiat prin respingerea definitivă, de către armata franceză, a atacurilor germane.

### Martie
- 2 martie: Moare, la vârsta de 72 de ani, în București, Regina Elisabeta a României, în urma unei duble pneumonii. A fost înmormântată, alături de soțul ei Regele Carol I și fiica lor, Prințesa Maria, la Curtea de Argeș.

### Aprilie
- 24 aprilie: A început la Dublin revolta de Paște; repede înăbușită, mișcarea a avut un rol determinant în modificarea statutului Irlandei, ca republică independentă.

### Iunie
- 26 iunie: La București, se înregistrează temperaturi de 40,5 °C; recordul absolut era de 40,8° în 1896, însă în luna august.
- 1 iulie-18 noiembrie: Primul Război Mondial. Bătălia de la Somme. Au fost folosite primele tancuri de luptă din lume (Mark I, britanic).

### August
- 4 august-17 august: Primul Război Mondial. Guvernul român semnează un tratat cu Aliații.
- 27 august: Primul Război Mondial. România declară război Austro-Ungariei. La București sunt arestați mai mulți intelectuali români cu cetățenie austro-ungară, printre care Ioan Slavici și Ioan Bălan.
- 28 august: Primul Război Mondial. Italia declară război Imperiului German.
- 29 august: Primul Război Mondial. Bucureștiul devine a treia capitală europeană (după Paris și Londra) care a fost bombardată de aviația germană. Zepelinul, LZ101, a primit ordin să execute un atac de noapte asupra Bucureștiului. La o oră după miezul nopții din data de 28/29 august, bateriile antiaeriene ale orașului au deschis focul fără să poate atinge dirijabilul care survola la 3.000 de metri.
- 31 august: Primul Război Mondial. Bulgaria atacă Regatul României. Declarația de război este făcută abia a doua zi.

### Septembrie
- 1-6 septembrie: Primul Război Mondial. Bătălia de la Turtucaia. Conflict armat între trupe române și trupe bulgare aliate cu cele germane, încheiat cu înfrângerea armatei române și ocuparea Dobrogei de către Bulgaria.
- 1-6 septembrie: Primul Război Mondial. Bătălia din zona Bran-Câmpulung.
- 1-6 septembrie: Primul Război Mondial. Bătălia de la Sibiu.
- 5-7 septembrie: Primul Război Mondial. Bătălia de la Bazargic.
- 21 septembrie: Primul Război Mondial. Vasile Mangra, mitropolit ortodox al Ardealului, și Miron Cristea, episcop de Caransebeș, emit o circulară în care fac reproșuri grave Armatei Române.
- 24-25 septembrie: Primul Război Mondial. Bătălia de la Brașov.
- 26-29 septembrie: Primul Război Mondial. Bătălia de pe Valea Oltului (Sibiu). Generalul Erich von Falkenhayn oprește ofensiva română din Transilvania.
- 28 septembrie-14 octombrie: Primul Război Mondial. Prima bătălie de la Oituz.
- 29 septembrie-5 octombrie: Primul Război Mondial. Operația de la Flămânda.

### Octombrie
- 9-25 octombrie: Primul Război Mondial. Bătălia de pe Valea Prahovei.
- 10 octombrie: Primul Război Mondial. Masacrul din Gara Bartolomeu (Brașov). 250 de soldați români, care rămăseseră fără muniție, au fost uciși cu rafale de mitralieră de către trupele germano-ungare.
- 23-29 octombrie: Primul Război Mondial: Prima bătălie de la Târgu Jiu. Trupele române, conduse de generalul Ion Dragalina, opresc temporar contraofensiva germană.
- 28 octombrie-2 noiembrie: Primul Război Mondial. A doua bătălie de la Oituz.
- 29 octombrie-2 noiembrie: Primul Război Mondial. A doua bătălie de la Târgu Jiu.

### Noiembrie
- 21 noiembrie: Primul Război Mondial. Nava, HMHS Britannic, se scufundă după ce este lovită de o mină în Marea Egee.
- 21 noiembrie: Primul Război Mondial. Trupele germane ocupă orașul Craiova.
- 25 noiembrie: Primul Război Mondial. Autoritățile de stat din România părăsesc Bucureștiul și se mută la Iași.
- 30 noiembrie-3 decembrie: Primul Război Mondial. Bătălia pentru București, cea mai mare operațiune militară a Armatei Române din anul 1916, condusă de generalul Constantin Prezan, în încercarea de a opri contraofensiva Puterilor Centrale.

### Decembrie
- 1-6 decembrie: Primul Război Mondial. Bătălia de la Argeș. Trupele româno-ruse sunt zdrobite de armata generalului August von Mackensen.
- 3 decembrie: Primul Război Mondial. Guvernul României se retrage de la București la Iași, care devine capitala temporară a României.
- 6 decembrie: Primul Război Mondial. În București sosește o delegație germană care cere să semneze capitularea orașului. Delegația era condusă de prințul Schaumburg-Lippe, fostul atațat militar al Germaniei în România. Primarul Emil Petrescu, în prezența reprezentanților guvernului (plecat la Iași) a semnat "declarația de capitulare în fața inamicului". Trupele germane au intrat dinspre Chitila, pe Calea Griviței, iar centrul orașului s-a animat de curioși.
- 6 decembrie: Primul Război Mondial. Trupele germane ocupă Ploieștiul, unde 26 de instalații de rafinare a petrolului, ca și toate sondele, rezervoarele din schele și rafinării fuseseră distruse de români la cererea guvernelor englez și francez, pagubele ridicându-se la peste 9 milioane de lire sterline.
- 12 decembrie: A apărut primul număr al ziarului oficial al autorităților de ocupație, Gazeta Bucureștilor / Bukarester Tagblatt, în două versiuni, germană și română, sub redacția lui Ioan Slavici.
- 14 decembrie: Se semnează la Iași protocolul care prevedea predarea Tezaurului României către delegații guvernului imperial rus.
- 22 decembrie: Primul Război Mondial. Bătălia de la Cașin: Germanii sunt opriți pe linia strategică de fortificații Focșani–Nămoloasa trecând prin Valea Cașinului și Valea Putnei.
- 22 decembrie: Primul Război Mondial. Are loc, la Teatrul Național din Iași, deschiderea Parlamentului. Regele Ferdinand I a citit mesajul tronului care conținea hotărârea de a lupta până la capăt, nevoia solidarității naționale, dar și promisiunea unor reforme esențiale în viitor.
- 24 decembrie: Primul Război Mondial. În urma înfrângerilor militare din toamna anului 1916, se formează la Iași un guvern de concentrare națională I.C. Brătianu - Take Ionescu.
- 25 decembrie: Este votată și promulgată legea prin care Tezaurul Băncii Naționale urmează să fie transportat în Rusia.
- 27 decembrie: Se finalizează încărcarea primului transport din tezaur în gara Iași. Operațiunea a început la 12 decembrie și s-au umplut 17 vagoane în valoare totală de 314.580.456,84 lei aur. Transportul a ajuns la Moscova în 4 ianuarie 1917.

### Nedatate
- martie: Primul Război Mondial. România duce tratative cu Antanta pe cale diplomatică în legătură cu condițiile cerute pentru intrarea în război.
- BMW (Bayerische Motoren Werke AG). Producător german de automobile, cu sediul în München, ce a produs inițial motoare de avioane, ulterior motociclete.
- Boeing Corporation. Firmă americană, cea mai mare companie aerospațială din lume, înființată de William E. Boeing cu numele de Aero Products Co, în Seattle, Washington.
- Jocurile Olimpice de Vară din Berlin, Germania sunt anulate.
- Mâncarea s-a raționalizat în Germania.
- Se înființează Monumentul Național Sieur de Monts (ulterior Parcul Național Acadia, din 1929), în statul Maine, SUA.

## Arte, științe, literatură și filozofie
- 6 februarie: Nașterea mișcării dadaiste.
- 3 martie: A avut loc premiera piesei Patima roșie de Mihail Sorbul, la Teatrul Național din București.
- James Joyce publică Portret al artistului în tinerețe.

## Nașteri

### Ianuarie
- 7 ianuarie: Elena Ceaușescu (n. Lenuța Petrescu), soția lui Nicolae Ceaușescu (d. 1989)
- 7 ianuarie: Alexandru Țățulescu, medic militar român din al doilea război mondial și prizonier în URSS (d. 2011)

### Februarie
- 6 februarie: Gabriel Țepelea, lingvist și deținut politic român, vicepreședinte al PNȚCD (d. 2012)

### Aprilie
- 5 aprilie: Gregory Peck (n. Eldered Gregory), actor american (d. 2003)
- 17 aprilie: Magda Isanos, poetă română (d. 1944)
- 22 aprilie: Yehudi Menuhin, violonist american de etnie evreiască (d. 1999)

### Mai
- 6 mai: Adriana Caselotti, soprană americană (d. 1997)
- 6 mai: Robert Henry Dicke, fizician american (d. 1997)
- 12 mai: Constantin Ciopraga, critic și istoric literar român (d. 2009)
- 31 mai: Arhiducele Felix de Austria, fiu al împăratului Carol I al Austriei (d. 2011)

### Iunie
- 8 iunie: Francis Harry Compton Crick, bio și neuro-fizician britanic (d. 2004)
- 22 iunie: Jeni Acterian (aka Jeni Arnotă), regizoare română, teatrolog de origine armeană (d. 1958)

### Iulie
- 1 iulie: Olivia Mary de Havilland, actriță americană de film (d. 2020)

### August
- 10 august: Filimon Sârbu, comunist român (d. 1941)
- 9 august:Manea Mănescu,politician român (d.2009)
- 18 august: Neagu Djuvara, istoric, diplomat și filolog român (d. 2018)

### Septembrie
- 15 septembrie: Constantin Virgil Gheorghiu, poet, romancier, preot, jurnalist și diplomat român (d. 1992)

### Octombrie
- 26 octombrie: François Mitterrand (François Marie Adrien Maurice Mitterrand), președinte al Franței (1981-1995), (d. 1996)

### Noiembrie
- 7 noiembrie: Mihai Șora, filosof și eseist român (d. 2023)
- 8 noiembrie: Alexandru Dragomir, filosof român, student al lui Heidegger (d. 2002)

### Decembrie
- 9 decembrie: Kirk Douglas (n. Issur Danielovitch), actor, producător de film și regizor american de etnie evreiască, laureat al Premiului Oscar (1995), (d. 2020)
- 25 decembrie: Ahmed Ben Bella, politician, soldat socialist și revoluționar algerian, primul președinte al Algeriei (1963-1965), (d. 2012)

## Decese
- 28 februarie: Henry James, 72 ani, scriitor american (n. 1843)
- 2 martie: Regina Elisabeta (n. Elisabeth Pauline Ottilie Luise zu Wied), 72 ani, soția Regelui Carol I al României (n. 1843)
- 11 martie: Florence Baker, 74 ani, exploratoare britanică originară din Transilvania (n. 1841)
- 28 iunie: Ștefan Luchian, 48 ani, pictor român (n. 1868)
- 6 iulie: Odilon Redon (n. Bertrand Jean Redon), 76 ani, pictor simbolist și litograf francez (n. 1840)
- 18 iulie: Mite Kremnitz, 63 ani, scriitoare germană (n. 1852)
- 23 iulie: William Ramsay (n. Marie Charlotte von Bardeleben), 63 ani, chimist scoțian (n. 1852)
- 14 septembrie: José Echegaray (n. José Echegaray y Eizaguirre), 84 ani, scriitor și inginer spaniol, laureat al Premiului Nobel (1904), (n. 1832)
- 22 septembrie: Adolf Ágai (n. Adolf Rosenzweig), 80 ani, scriitor, jurnalist, redactor maghiar de origine evreiască (n. 1836)
- 15 noiembrie: Henryk Sienkiewicz (n. Henryk Adam Aleksander Pius Sienkiewicz de Oszyk), 70 ani, scriitor polonez, laureat al Premiului Nobel (1905), (n. 1846)
- 21 noiembrie: Împăratul Franz Joseph al Austriei, 86 ani (n. 1830)
- 22 noiembrie: Jack London (n. John Griffith Chaney London), 40 ani, scriitor american (n. 1876)
- 5 decembrie: Prințesa Augusta de Cambridge (n. Augusta Caroline Charlotte Elizabeth Mary Sophia Louise), 94 ani (n. 1822)
- 29 decembrie: Grigori E. Rasputin, 47 ani, mistic rus (n. 1870)

## Premii Nobel
- Fizică: Premiul în bani a fost alocat Fondului Special aferent acestei categorii
- Chimie: Premiul în bani a fost alocat Fondului Special aferent acestei categorii
- Medicină: Premiul în bani a fost alocat Fondului Special aferent acestei categorii
- Literatură: Verner von Heidenstam (Suedia)
- Pace: Premiul în bani a fost alocat Fondului Special aferent acestei categorii